# Ulrich Singer

Ulrich Singer, 2023

Ulrich Singer (* 18. Juni 1976 in München) ist ein deutscher Politiker der AfD Bayern. Er ist seit 2018 Mitglied des Bayerischen Landtags. Von März 2022 bis Oktober 2023 war Singer alleiniger Fraktionsvorsitzender der AfD-Fraktion im bayerischen Landtag.

## Leben
Singer besuchte von 1986 bis 1995 das Gymnasium und verbrachte dabei während des Besuchs der 10. Klasse ein Auslandsjahr in den USA. Ab 1995 schloss sich ein Studium der Rechtswissenschaften in München an, das Singer im Jahr 2000 mit dem ersten Staatsexamen beendete. Für sein Wahlpflichtpraktikum verbrachte er mehrere Monate in Moskau, er spricht Russisch und besitzt eine Datscha in einem Vorort von Moskau. Seit dem Bestehen des zweiten juristischen Staatsexamens ist Singer seit 2003 als Rechtsanwalt in Bayern tätig.
Singer ist verheiratet, hat ein Kind und wohnt in Donauwörth.

## Politik
Singer ist Mitglied der bayerischen AfD. Bei der bayerischen Landtagswahl 2018 kandidierte er als Stimmkreisabgeordneter im Stimmkreis Donau-Ries und auf Listenplatz 3 der AfD in Schwaben und zog als Abgeordneter in den Bayerischen Landtag ein. Bei der Landtagswahl 2023 zog er erneut in den Landtag ein. Singer ist Mitglied des Ausschusses für Arbeit und Soziales, Jugend und Familie und Mitglied des Ausschusses für Wissenschaft und Kunst im Bayerischen Landtag. Ab September 2021 war Singer gemeinsam mit Christian Klingen Co-Fraktionsvorsitzender der AfD-Fraktion im bayerischen Landtag. Von März 2022 bis Oktober 2023 war Singer alleiniger Fraktionsvorsitzender der AfD-Fraktion im bayerischen Landtag.
Singer wurde zusammen mit zwei weiteren bayerischen AfD-Landtagsabgeordneten, Andreas Jurca und Elena Roon, von der Bürgerkammer der Russischen Föderation zur Präsidentschaftswahl in Russland eingeladen, um die Wahl vom 15. bis zum 17. März 2024 zu beobachten. Bereits damals warnte die AfD-Bundesspitze davor, die Reise anzutreten. Im April wurden die Abgeordneten mit Verweis auf die Parteisatzung abgemahnt. Zusätzlich gab die Partei den Hinweis, dass bei wiederholtem Verstoß Ordnungsmaßnahmen wie Ämtersperren oder Parteiausschlussverfahren verhängt würden.
Singer kennt Oleg Voloshyn, einen Vertrauten des Putin-treuen Oligarchen Wiktor Medwedtschuk, persönlich. Woloschin war langjähriger ukrainischer Abgeordneter und wird von den USA für eine Schachfigur des russischen Geheimdienstes FSB gehalten. Auf Voloshyns Initiative besuchte Singer gemeinsam mit den Parteikollegen Maximilian Krah und Petr Bystron im Jahr 2021 Medwedtschuk. Im Jahr 2024 trat Singer in der von Belarus aus sendenden russischen Propagandashow von Voloshyns Ehefrau Nadia Sass auf, der eine Nähe zu Voice of Europe vorgeworfen wird. Außerdem traf er im Herbst 2024 gemeinsam mit Krah und Rainer Rothfuß den führenden russischen Politiker und Putin-Vertrauten Dmitri Medwedew. In einem Interview mit dem staatlichen Sender RT International sprach Singer von einer Energiekrise in Deutschland; man wisse nicht, wie man „im Winter heizen“ solle.